# Парламентарни избори у Аустрији 1966.
Парламентарни избори у Аустрији 1966. су се одржали 6. марта 1966. и били су једанаести по реду у историји Аустрије. Апсолутни добитник ових избора је била  која је по први пут од избора 1945. освојила апсолутну већину. Странку је предводио тадашњи канцелар Јозеф Клаус. На другом месту је била  коју је предводио Бруно Питерман. На трећем месту је била  коју је предводио бивши официр СС-а Фридрих Петер и која је изгубила гласове и 2 мандата.

## Позадина
Франц Олах, тадашњи председник Аустријског трговинског синдиката и члан SPÖ-а је 1964. добио велике критике унутар странке. Разлог за то је био што је износ од милион шилинга који је припадао трговинском синдикату уплатио на рачун FPÖ-а. Сматра се да је хтео да направи коалицију са Слободарском партијом и тако из владе избаци ÖVP. Због тога је искључен из SPÖ-а и судски осуђен на једногодишњу затворску казну. Када је изашао 1965. основао је право-популистичку Демократску напредну странку која је на овим изборима освојила гласове, пре свега на рачун SPÖ-а, али није успела да освоји ни један мандат. То је утицало на резултат избора где је ÖVP освојила апсолутну већину гласова.

## Изборни резултати
Резултати парламентарних избора у Аустрији 1966.
| Политичка партија                                                       | гласова   | гласова  | %     | %     | број посланика | број посланика |
| Политичка партија                                                       | 1966      | ±        | 1966  | ±     | 1966           | ±              |
| ----------------------------------------------------------------------- | --------- | -------- | ----- | ----- | -------------- | -------------- |
| Аустријска народна странка ()                                           | 2.191.109 | +166.608 | 48,35 | +2,95 | 85             | +4             |
| Социјалдемократска партија Аустрије ()                                  | 1.928.985 | -31.700  | 42,56 | -1,44 | 74             | -2             |
| Слободарска партија Аустрије ()                                         | 242.570   | -71.325  | 5,35  | -1,65 | 6              | -2             |
| Демократска напредна странка (-Листа Франца Олаха)                      | 148.528   | -        | 3,28  | -     | 0              | 0              |
| Остале партије                                                          | 20.693    | -        | 0,46  | -     | 0              | 0              |
| Укупно                                                                  | 4.531.885 |          | 100   |       | 165            |                |
| Извори: Резултати парламентарних избора у Аустрији 1945-2002, Аустрија, |           |          |       |       |                |                |

- Од 4.886.818 регистрованих гласача на изборе је изашло 93,8%

## Последице избора
је располагао са апсолутном већином мандата, па је створио владу без коалиционих партнера. SPÖ је због тога морао у опозицију. Јозеф Клаус је остао канцелар. Због неуспеха на изборима Бруно Питерман је место председника SPÖ-а морао да преда Бруну Крајском.